# Kyryll Bol'šakov
Kyryll Vadymovyč Bol'šakov, traslitterazione anglosassone: Kirill Vadimovich Bolshakov (in ucraino Кирилл Вадимович Большаков?; Dnipropetrovs'k, 7 agosto 1962), è un ex cestista, allenatore di pallacanestro e dirigente sportivo ucraino.

## Carriera
Concluso il suo percorso da giocatore, Bol'šakov ha iniziato la sua carriera di allenatore nel 1989 con il Vulkan-Dnipropetrovsk, poi ha allenato successivamente l'Azovmash Mariupol' e il Dnipro femminile; con quest'ultima squadra ha vinto un campionato ucraino nel 2006-2007.
Nel 2008 è stato ingaggiato dal Ferro-ZNTU, con cui è rimasto sette anni, conquistando nella sua prima stagione la promozione in Ukrajina Super-Liha e vincendo poi due volte la Coppa d'Ucraina (2010 e 2013).
Nel luglio 2015 è passato quindi in VTB League al Krasnyj Oktjabr' Volgograd.
Nell'estate del 2016 ha seguito il presidente Dmitrij Gerasimenko alla Pallacanestro Cantù, di cui è diventato assistente allenatore con responsabilità del settore giovanile. Il 30 novembre, a seguito dell'esonero di Rimas Kurtinaitis, viene promosso ad allenatore ed esordisce alla guida di Cantù il 3 dicembre, vincendo in trasferta il derby con Varese 82-92. Il 2 marzo 2017, dopo alcuni risultati negativi, rinuncia all'incarico di allenatore e viene sostituito da Carlo Recalcati.
Il 22 agosto 2017 a Bol'šakov viene riaffidata la guida della Pallacanestro Cantù, ma il 6 ottobre, dopo una sola gara di campionato, viene effettuato uno scambio con il suo vice Marco Sodini: quest'ultimo viene nominato infatti capo allenatore, mentre Bol'šakov lo sostituisce come vice allenatore. Nella stagione successiva, la 2018-2019, Bol'šakov viene confermato come vice anche con il nuovo allenatore Evgenij Pašutin.
Dal 2018 diventa direttore sportivo della formazione ucraina del Basketbol'nyj klub Prometej.

## Palmarès

### Allenatore
- Coppa d'Ucraina: 2

Ferro-ZNTU: 2010, 2013
- Campionato ucraino femminile: 1

Dnipro: 2006-07